# Karanganyar (Leuwigoong)
Karanganyar is een bestuurslaag in het regentschap Garut van de provincie West-Java, Indonesië. Karanganyar telt 3626 inwoners (volkstelling 2010).